# Palparellus damarensis
Palparellus damarensis is een insect uit de familie van de mierenleeuwen (Myrmeleontidae), die tot de orde netvleugeligen (Neuroptera) behoort. 
Palparellus damarensis is voor het eerst wetenschappelijk beschreven door McLachlan in 1867.